# Adalbert der Siegreiche

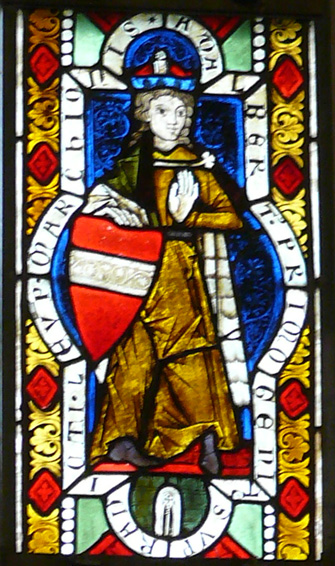
Adalbert (Darstellung in einem Fenster des Stifts Heiligenkreuz)

Adalbert der Siegreiche (* um 985; † 26. Mai 1055 in Melk) aus dem Hause der Babenberger war Markgraf von Österreich von 1018 bis 1055.
Adalbert war 1010 Graf im Schweinachgau (Niederbayern), 1011 Graf im Künziggau (Niederbayern), und 1018 Nachfolger seines Bruders Heinrich I. des Starken als Markgraf der Mark Österreich.
Er dehnte die Ostgrenze der bayerischen Marcha Orientalis bis an die March und an die Leitha aus und unterstützte König Heinrich III. im Kampf gegen Ungarn und Böhmen. Er residierte in der niederösterreichischen Babenbergerburg Melk, wo später das Stift Melk entstand.
Er war mit Glismod verheiratet, der Schwester des Bischofs Meinwerk von Paderborn, und danach mit Frowiza, der Tochter des Dogen Ottone Orseolo, und so der Schwager des ungarischen Königs Peter Orseolo.
- Sein Sohn Leopold (Luitpold, Lippold) starb 1043 als eben ernannter Markgraf der Ungarnmark.[1]
- Sein Sohn Ernst wurde sein Nachfolger in der Markgrafschaft Österreich.